# 临湖镇 (玉山县)
临湖镇，是中华人民共和国江西省上饶市玉山县下辖的一个乡镇级行政单位。

## 行政区划
临湖镇下辖以下地区：
临江湖社区、横溪社区、藻溪村、岭山村、塘西村、茗坑村、叶桥村、竹园村、竹岭村、四甲村、坊头村、杨宅村、院边村、仓坞村和上畈村。